# Partido Comunista da Birmânia
Partido Comunista da Birmânia (birmanês:  ဗမာပြည်ကွန်မြူနစ်ပါတီ; abreviado PCB) é o mais antigo partido político existente em Mianmar (também conhecido como Birmânia). Foi fundado em 15 de agosto de 1939 em uma reunião na qual participaram sete membros fundadores, incluindo Aung San, o pai do atual Mianmar. O partido foi proibido em 1953 pelo governo de Mianmar, e sua operação continua ilegal no país.